# Aubrey Beardsley
Aubrey Vincent Beardsley (Brighton, Anglaterra, 21 d'agost de 1872 - Menton, França, 16 de març, 1898) artista anglès.
La major part de la seva obra són quadres en tinta de diversa temàtica (mitologia, erotisme, caricatures…).
Influenciat pel simbolisme i l'esteticisme, fou l'artista més controvertit del modernisme (art nouveau). El seu estil de gran sensibilitat imaginativa i hedonisme, així com la seva temàtica, de vegades macabra, el situen dins del moviment artístic europeu del fi-de-siècle. En la seva curta vida, Beardsley es va guanyar la reputació de ser un dels il·lustradors anglesos més innovadors. Va ser editor de The Yellow Book (El llibre groc) (1894-1895) i de The Savoy (1896), il·lustrador de Salomé (del seu amic Oscar Wilde) per l'edició en francès i d'altres publicacions. També va escriure Under the Hill, un conte eròtic inacabat basat en la llegenda de Tannhäuser, a més de relats curts i poesies.
Va morir de tuberculosi a Menton als 25 anys.